# Zamia cremnophila
Zamia cremnophila — вид голонасінних рослин класу Саговникоподібні (Cycadopsida).
Етимологія: cremnophila означає "скелелюб" по відношенню до вибору місця існування.

## Опис
Стовбур від прямовисного до притиснутого, 10–50 см завдовжки і 5–10 см в діаметром. Листя 1–6, завдовжки 0,3–2,5 м; ніжка листка 0,1–0,8 м, колючки часто розгалужені; хребет з 15–30 парами листових фрагментів. Листові фрагменти від лінійно-ланцетних до довгастих, пурпурово-червоні, коли молоді, зелені в зрілості, клиновиді біля основи, гострі на вершині, краї регулярно зубчасті у верхній половині, середні з них довжиною 10–40 см, 2–5 см завширшки. Пилкові шишки від жовтувато-коричневого до світло-коричневого кольору, циліндричні, довжиною 6–8 см, 2–3 см діаметром; плодоніжка завдовжки 1–2 см. Насіннєві шишки коричневі, циліндричні, різко загострені на верхівці, завдовжки 8–10 см, 5–6 см діаметром. Насіння червоне, яйцевиде, 1–1,5 см, 0,5–0,8 см діаметром. 2n = 16.

## Поширення, екологія
Цей вид є ендеміком на невеликій території Табаско в Мексиці. Зростає на крутих вапняних скелях в тропічному лісі.